# Ляцкий, Ефим Эльмович
Ляцкий Ефим Эльмович (24 февраля 1929, Ленинград, РСФСР — 1977, Ленинград, РСФСР) — российский советский живописец, член Ленинградского Союза художников.

## Биография
Ляцкий Ефим Эльмович родился 24 февраля 1929 года в Ленинграде. В 1945—1953 учился в ленинградском Высшем художественно-промышленном училище имени В. И. Мухиной на отделении монументально-декоративной живописи у Александра Любимова, Константина Белокурова, Кирилла Иогансена, Ивана Степашкина. Окончил училище по мастерской Анатолия Казанцева, дипломная работа — монументальное панно «Спартак» для фойе ленинградского кинотеатра с аналогичным названием, выполненное в натуре.
После завершения учёбы работал в мастерских ленинградского отделения Художественного фонда РСФСР. Занимался монументальной, а также станковой живописью, преимущественно в жанре пейзажа. Преподавал в ленинградском театральном институте. Участвовал в выставках с 1955 года, экспонируя свои работы вместе с произведениями ведущих мастеров изобразительного искусства Ленинграда. В 1957 был принят в члены Ленинградского Союза художников. Среди произведений, созданных Е. Ляцким, картины «Весенний этюд» (1955), «Улица», «Весна» (обе 1956), «Вид из окна», «Крыши» (обе 1957), «Из окна мастерской», «Михайловский замок» (обе 1958), «Серый день», «Старый Псков» (обе 1960), «На Невском проспекте» (1961), «К вечеру» (1962), «Нева праздничная» (1964), «Старая Ладога», «Город» (обе 1965), «Двор», «Старый Таллин» (обе 1968), «Новая охота» (1970), «Ленинградское окно» (1971), «Полдень» (1972), «Улица в Старой Ладоге», «Пасмурно» (обе 1973), «Летом» (1976) и другие.
Скончался в 1977 году в Ленинграде. 
Произведения Е. Э. Ляцкого находятся в музеях и частных собраниях в России, Финляндии, Японии, Германии, Франции и других странах.

## Выставки
- 1955 год (Ленинград): "Весенняя выставка произведений ленинградских художников".
- 1956 год (Ленинград): Осенняя выставка произведений ленинградских художников.
- 1957 год (Ленинград): 1917 - 1957. Выставка произведений ленинградских художников.
- 1958 год (Ленинград): Осенняя выставка произведений ленинградских художников.
- 1960 год (Ленинград): Выставка произведений ленинградских художников 1960 года.
- 1961 год (Ленинград): «Выставка произведений ленинградских художников» открылась в залах Государственного Русского музея .
- 1962 год (Ленинград): "Осенняя выставка произведений ленинградских художников".
- 1964 год (Ленинград): Ленинград. Зональная выставка.
- 1965 год (Ленинград): Весенняя выставка произведений ленинградских художников.
- 1968 год (Ленинград): Осенняя выставка произведений ленинградских художников.
- 1970 год (Ленинград): Выставка произведений ленинградских художников, посвящённая 25-летию победы над фашистской Германией.
- 1974 год (Ленинград): Весенняя выставка произведений ленинградских художников.